# Saint-Denis-lès-Bourg
Saint-Denis-lès-Bourg är en kommun i departementet Ain i regionen Auvergne-Rhône-Alpes i östra Frankrike. Kommunen ligger  i kantonen Viriat som ligger i arrondissementet Bourg-en-Bresse. Kommunens areal är 12,58 km². År 2022 hade Saint-Denis-lès-Bourg 6 078 invånare.

## Befolkningsutveckling
Antalet invånare i kommunen Saint-Denis-lès-Bourg
Referens: INSEE